# HD 53686
HD 53686，又名BD+34 1530，SAO 59794、HR 2665，是一颗恒星，视星等为5.91，位于銀經183.24，銀緯17.84，其B1900.0坐标为赤經7h 0m 48.2s，赤緯+34° 17.84′ 50″。